# 周建
周 建（しゅう けん、? - 28年）は、中国の新代から後漢時代初期にかけての武将。徐州沛郡の人。兄の子は周誦。

## 事跡
| 姓名           | 周建                       |
| 時代           | 新代 - 後漢時代            |
| 生没年         | 生年不詳 - 28年（建武4年） |
| 字・別号       | 〔不詳〕                   |
| 本貫・出身地等 | 徐州沛郡                   |
| 職官           | 将帥〔劉永〕               |
| 爵位・号等     | -                          |
| 陣営・所属等   | 劉永→劉紆                  |
| 家族・一族     | 甥：周誦                   |

後漢時代初期に梁王として中国東部に割拠した劉永配下の武将。周建は沛郡の豪傑として知られ、劉永が挙兵すると、その招聘に応じて配下に加わり、将帥として梁国周辺の攻略に貢献した。
建武2年（26年）、漢軍の討伐を受けて譙（沛郡）に逃げ込んだ劉永を救援するために、周建は同僚の蘇茂・佼彊と共に駆けつけたが、漢軍の蓋延に敗北し、周建と佼彊は劉永を守って湖陵（山陽郡）に逃げ込む。
建武3年（27年）4月、広楽城（梁郡虞県）を守備していた蘇茂が漢軍の大司馬呉漢の攻撃を受けたため、周建は救援に駆けつけたが、敗北して、2人で湖陵に退却した。このとき、漢軍に占領されていた劉永の旧本拠地睢陽（梁郡）が劉永に再び付いたため、周建と蘇茂は劉永を守って睢陽に移る。しかし、蓋延に包囲されて糧食が尽き、劉永・周建・蘇茂は脱出して酇（沛郡）へ逃れたが、劉永は部下に殺されてしまった。
周建と蘇茂は、劉永の子の劉紆を垂恵聚（沛郡山桑県）で梁王に擁立し、漢軍への抵抗を継続する。建武4年（28年）7月、漢軍の馬武・王覇に垂恵聚を包囲され、周建・蘇茂はこれを迎撃したが、最後は周建の兄の子の周誦が離反したために垂恵聚は陥落し、周建は敗走中に死亡した。